# Siraran

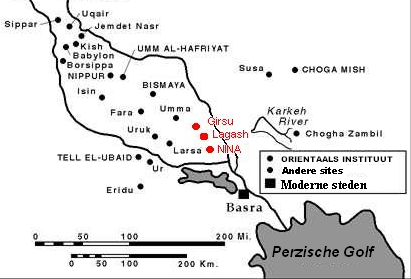
Mapa Sumeru z zaznaczonym położeniem najważniejszych miast miasta-państwa Lagasz (kolor czerwony)

Siraran (znane też pod nazwą Sirara, Nina lub Nigin) – miasto w Sumerze, jedno z trzech (obok Lagasz i Girsu) najważniejszych miast w mieście-państwie Lagasz. Znajdowała się tu główna świątynia Nansze – sumeryjskiej bogini mórz i wróżbiarstwa.